# 고구려현

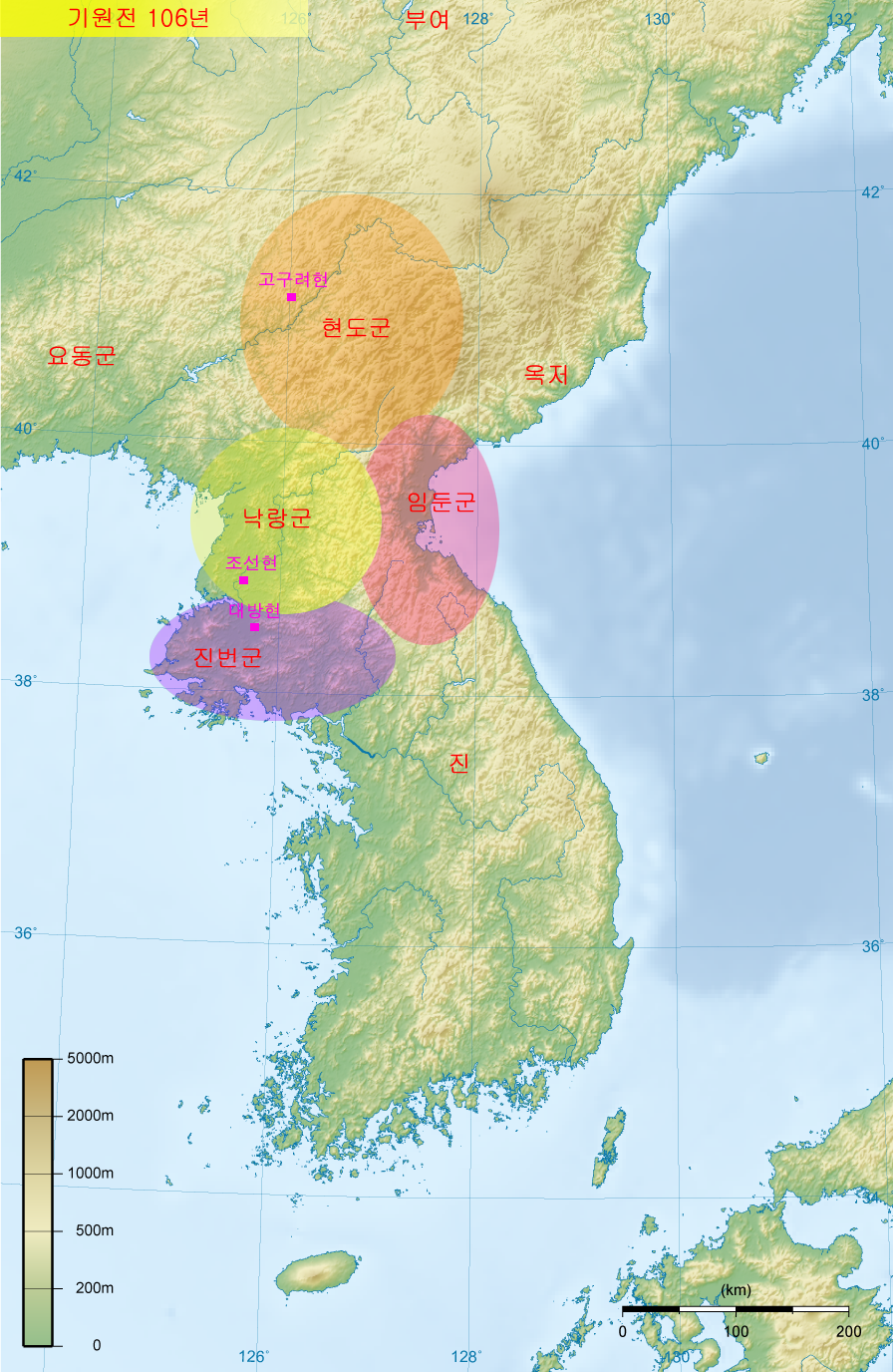
주황색으로 표시된 현도군과 함께있는 한사군

고구려현(高句麗縣)은 한사군 중 하나인 현도군 소속의 현이다. 만주 남부와 한반도 북부에 위치한 현도군의 관할하에 있던 한나라의 현이었다. 한나라가 고조선을 정복한 후 고구려 부족들을 견제하기 위해 설립한 곳이다. 기원전 75년 현도군은 예맥의 습격으로 인해 옥저성에서 고구려현으로 권력을 옮겨야 했다. 기원전 75년부터 서기 12년까지 고구려 부족은 고구려현의 관할을 받으며 한나라와 조공 관계를 맺었다. 서기 12년 고구려가 한나라에 반기를 들고 왕국을 세웠고, 서기 105년에는 중국의 현도군과 요동군을 공격하기 시작했다. 그 후 4세기에 고구려는 현도군과 요동군, 낙랑군을 함락시켜 요동반도와 한반도에 대한 한족의 통치를 종식시켰다.